# Aeródromo de Tizayuca
El Aeródromo de Tizayuca (Código OACI: MM28 - Código DGAC: TIZ) fue un pequeño aeropuerto privado operado por la familia Sánchez Jiménez y ubicado 2 kilómetros al norte de la ciudad de Tizayuca, Hidalgo, México. Contaba con una pista de aterrizaje sin iluminar y con orientación 02/20 de 1,300 metros de largo y 20 metros de ancho además de una plataforma de aviación con hangares. Actualmente el terreno que abarcaba el aeródromo está ocupado por un desarrollo inmobiliario.